# 494-й истребительный авиационный полк
494-й истребительный авиационный ордена Суворова полк (494-й иап) — воинская часть Военно-Воздушных сил (ВВС) Вооружённых Сил РККА, принимавшая участие в боевых действиях Великой Отечественной войны, в Советско-японской войне и в Корейской войне.

## Наименования полка
- 10-й истребительный авиационный полк;
- 494-й истребительный авиационный полк;
- 494-й истребительный авиационный ордена Суворова полк;
- 494-й истребительный авиационный ордена Суворова полк ПВО;
- 494-й истребительный авиационный ордена Суворова полк ВВС Тихоокеанского флота;
- Полевая почта 42117.

## Создание полка
10-й истребительный авиационный полк 10 декабря 1941 года находясь на переформировании в 8-м запасном истребительном авиационном полку Приволжского военного округа на аэродроме Багай-Барановка Саратовской области был переименован в 494-й истребительный авиационный полк.

## Переименование полка
- 494-й ордена Суворова истребительный авиационный полк 01 декабря 1952 года был передан в состав войск ПВО и получил наименование 494-й ордена Суворова истребительный авиационный полк ПВО.
- 494-й ордена Суворова истребительный авиационный полк ПВО 25 мая 1953 года в составе 147-й иад ПВО был передан в ВВС Тихоокеанского флота и получил наименование 494-й ордена Суворова истребительный авиационный полк ВВС Тихоокеанского флота.

## Расформирование полка
494-й ордена Суворова истребительный авиационный полк ВВС Тихоокеанского флота в связи с проводимыми сокращениями Вооружённых сил СССР 1 сентября 1960 года был расформирован

## В действующей армии
В составе действующей армии:
- с 15 января 1942 года по 18 марта 1943 года,
- с 5 сентября 1943 года по 12 ноября 1943 года,
- с 3 июня 1944 года по 9 мая 1945 года,
- с 9 августа 1945 года по 3 сентября 1945 года.

## Командиры полка
- майор Деревнин Константин Павлович[3], 01.05.1938 — 30.06.1941
- капитан Работкин Николай Петрович[3], 01.07.1941 — 30.09.1941
- служащий РККА, подполковник Белов Иван Васильевич[3], 01.10.1941 — 31.12.1945

## В составе соединений и объединений
| Период        | Фронт (округ)                                     | армия                    | корпус                                          | дивизия                                          | примечание                                |
| ------------- | ------------------------------------------------- | ------------------------ | ----------------------------------------------- | ------------------------------------------------ | ----------------------------------------- |
| 10.12.1941 г. | Приволжский военный округ                         | ВВС округа               |                                                 | 8-й запасной истребительный авиационный полк     | Багай-Барановка Саратовской области, Як-1 |
| 16.12.1941 г. | Южный фронт                                       | ВВС фронта               |                                                 |                                                  | Як-1                                      |
| 15.01.1942 г. | Южный фронт                                       | 4-я воздушная армия      |                                                 | 21-я смешанная авиационная дивизия               | Як-1                                      |
| 22.05.1942 г. | Южный фронт                                       | ВВС фронта               |                                                 | 229-я истребительная авиационная дивизия         | Як-1                                      |
| 01.01.1943 г. | Южный фронт                                       | ВВС фронта               |                                                 | 6-й оутап                                        | переформирован                            |
| 19.03.1943 г. | Закавказский фронт                                | ВВС фронта               |                                                 | 25-й запасной истребительный авиационный полк    | Аджикабул АзССР, Аэрокобра                |
| 05.09.1943 г. | Западный фронт                                    | 1-я воздушная армия      |                                                 | 303-я истребительная авиационная дивизия         | Аэрокобра                                 |
| 20.11.1943 г. | Московский военный округ                          | ВВС округа               |                                                 | 22-й запасной истребительный авиационный полк    | Иваново, переформирован                   |
| 01.02.1944 г. | Резерв Ставки ВГК                                 |                          | 11-й истребительный авиационный корпус          | 190-я истребительная авиационная дивизия         | аэродром Макарово, Аэрокобра              |
| 03.06.1944 г. | 1-й Прибалтийский фронт                           | 3-я воздушная армия      | 11-й истребительный авиационный корпус          | 190-я истребительная авиационная дивизия         | Аэрокобра                                 |
| 24.02.1945 г. | Земландская группа войск 3-го Белорусского Фронта | 3-я воздушная армия      | 11-й истребительный авиационный корпус          | 190-я истребительная авиационная дивизия         | Аэрокобра                                 |
| 03.04.1945 г. | 3-й Белорусский фронт                             | 3-я воздушная армия      | 11-й истребительный авиационный корпус          | 190-я истребительная авиационная дивизия         | Аэрокобра                                 |
| 07.05.1945 г. | Ленинградский фронт                               | 15-я воздушная армия     | 11-й истребительный авиационный корпус          | 190-я истребительная авиационная дивизия         | Аэрокобра                                 |
| 09.05.1945 г. | Ленинградский фронт                               | 15-я воздушная армия     | 11-й истребительный авиационный корпус          | 190-я истребительная авиационная дивизия         | Аэрокобра                                 |
| 09.07.1945 г. | Прибалтийский военный округ                       | 15-я воздушная армия     | 11-й истребительный авиационный корпус          | 190-я истребительная авиационная дивизия         | Аэрокобра                                 |
| 09.08.1945 г. | Забайкальский фронт                               | 12-я воздушная армия     |                                                 | 190-я истребительная авиационная дивизия         | Р-63 Кингкобра                            |
| 03.09.1945 г. | Забайкальский военный округ                       | 12-я воздушная армия     |                                                 | 190-я истребительная авиационная дивизия         | Р-63 Кингкобра                            |
| 01.04.1946 г. | Приморский военный округ                          | 9-я воздушная армия      | 2-й смешанный авиационный корпус                | 190-я истребительная авиационная дивизия         | Р-63 Кингкобра                            |
| 20.02.1949 г. | Приморский военный округ                          | 54-я воздушная армия     | 83-й смешанный авиационный корпус               | 190-я истребительная авиационная дивизия         | Р-63 Кингкобра                            |
| 01.01.1951 г. | Приморский военный округ                          | 54-я воздушная армия     | 83-й смешанный авиационный корпус               | 190-я истребительная авиационная дивизия         | МиГ-15                                    |
| 01.02.1952 г. | Война в Корее                                     |                          | 64-й истребительный авиационный корпус          | 190-я истребительная авиационная дивизия         | МиГ-15                                    |
| 01.03.1952 г. | Война в Корее                                     |                          | 64-й истребительный авиационный корпус          | 190-я истребительная авиационная дивизия         | МиГ-15БИС                                 |
| 10.08.1952 г. | Дальневосточный военный округ                     | 54-я воздушная армия     | 83-й смешанный авиационный корпус               | 190-я истребительная авиационная дивизия         | МиГ-15БИС                                 |
| 01.12.1952 г. | Дальневосточный военный округ                     | Приморская армия ПВО     | 65-й истребительный авиационный корпус ПВО      | 147-я истребительная авиационная дивизия ПВО     | МиГ-15БИС                                 |
| 25.05.1953 г. | Тихоокеанский флот                                | ВВС Тихоокеанского флота | 106-й истребительный авиационный корпус ВВС ВМФ | 147-я истребительная авиационная дивизия ВВС ВМФ | МиГ-15БИС, МиГ-17                         |
| 01.09.1954 г. | Тихоокеанский флот                                | ВВС Тихоокеанского флота |                                                 | 147-я истребительная авиационная дивизия ВВС ВМФ | МиГ-17                                    |
| 01.09.1960 г. | Тихоокеанский флот                                | ВВС Тихоокеанского флота |                                                 | 147-я истребительная авиационная дивизия ВВС ВМФ | МиГ-17                                    |

## Участие в сражениях и битвах
- Барвенково-Лозовская операция — с 18 января 1942 года по 31 января 1942 года.
- Харьковская операция — с 22 мая 1942 года по 29 мая 1942 года.
- Воронежско-Ворошиловградская операция — с 28 июня 1942 года по 24 июля 1942 года.
- Донбасская операция — с 7 июля 1942 года по 24 июля 1942 года.
- Северо-Кавказская операция — с 25 июля 1942 года по 4 февраля 1943 года.
- Армавиро-Майкопская операция — с 6 августа 1942 года по 17 августа 1942 года.
- Нальчикско-Орджоникидзевская операция — с 25 октября 1942 года по 12 ноября 1942 года.
- Смоленско-Рославльская наступательная операция — с 15 сентября 1943 года по 02 октября 1943 года
- Оршанская наступательная операция — 12 октября 1943 года по 11 ноября 1943 года
- Белорусская операция «Багратион»[4] — с 23 июня 1944 года по 29 августа 1944 года.
- Витебско-Оршанская операция — с 23 июня 1944 года по 28 июня 1944 года.
- Полоцкая операция — с 29 июня 1944 года по 4 июля 1944 года.
- Рижская операция — с 14 сентября 1944 года по 22 октября 1944 года.
- Мемельская операция — с 5 октября 1944 года по 22 октября 1944 года.
- Восточно-Прусская операция[4] — с 13 января 1945 года по 25 апреля 1945 года.
- Кёнигсбергская операция[4] — с 6 апреля 1945 года по 9 апреля 1945 года.
- Земландская операция[4] — с 13 апреля 1945 года по 25 апреля 1945 года.
- Маньчжурская операция — с 9 августа 1945 года по 2 сентября 1945 года.
- Хингано-Мукденская наступательная операция — с 9 августа 1945 года по 2 сентября 1945 года

## Награды

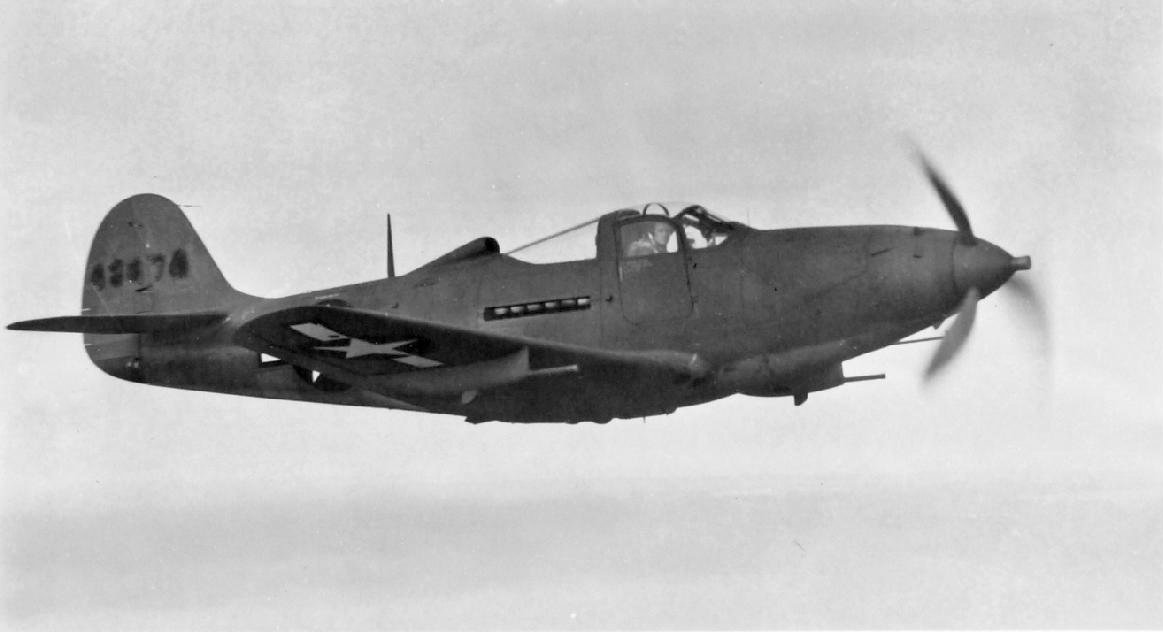
Во время Великой Отечественной войны все полки дивизии летали на Bell P-39 Airacobra

- 494-й истребительный авиационный полк за образцовое выполнение заданий командования в боях с немецкими захватчиками при прорыве обороны противника северо-западнее и юго-западнее Шяуляй (Шавли) и проявленные при этом доблесть и мужество Указом Президиума Верховного Совета СССР от 31 октября 1944 года награждён орденом «Суворова III степени»

## Благодарности Верховного Главнокомандования
Верховным Главнокомандующим объявлены благодарности полку в составе 190-й иад:
- За овладение городом Полоцк[5]
- За овладение городом Елгава (Митава)[6].
- За прорыв обороны противника северо-западнее и юго-западнее города Шяуляй[7]
- За овладение городом и крепостью Кёнигсберг[8]
- За овладение городом и крепостью Пиллау[9]
- За овладение главным городом Маньчжурии Чанчунь и городами Мукден, Цицикар, Жэхэ, Дайрэн, Порт-Артур[10]

## Статистика боевых действий
За годы Великой Отечественной войны полком:
| Выполнено боевых вылетов | Сбито самолётов противника в воздухе | Сбито самолётов противника всего |
| ------------------------ | ------------------------------------ | -------------------------------- |
| 6808                     | 122                                  | 133                              |

Свои потери:
| Потеряно самолётов, всего | Погибло лётчиков всего |
| ------------------------- | ---------------------- |
| 130                       | 47                     |

За годы Корейской войны полком:
| Сбито самолётов сил ООН | Погибло лётчиков в воздушных боях | Потеряно самолётов |
| ----------------------- | --------------------------------- | ------------------ |
| 25                      | 5                                 | 30                 |

### Потери лётчиков в Корейской войне

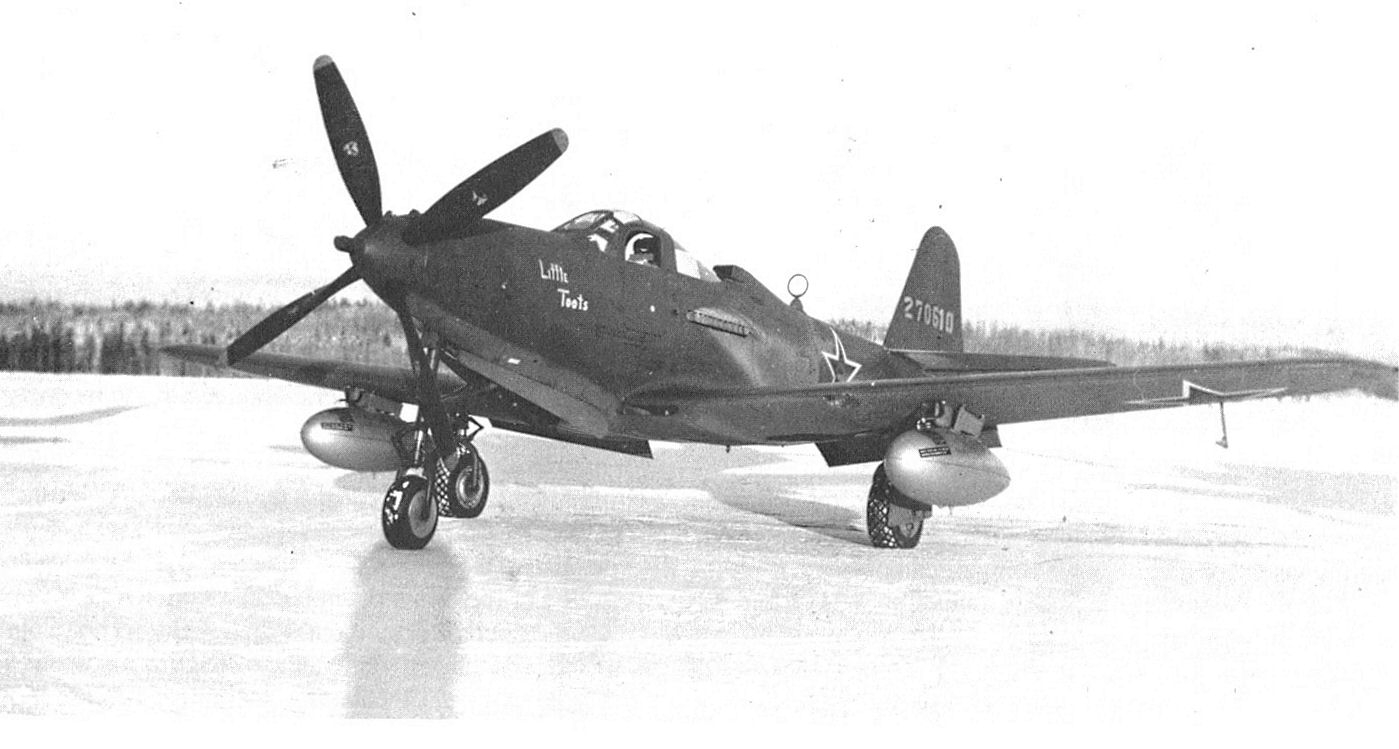
Bell P-63 Кингкобра

- 11.03.1952 г. был сбит в бою с «Сейбрами» ст. лейтенант Зенаков Николай Иванович.
- 02.04.1952 г. погиб в бою ст. лейтенант Воронов Александр Яковлевич.
- 13.04.1952 г. американскими истребителями был сбит ст. лейтенант Шебеко Владимир Михайлович.
- 03.05.1952 г. в воздушном бою погиб ст. лейтенант Ефремов Михаил Иванович.
- 04.08.1952 г. полк понёс последнюю боевую потерю в небе Кореи. В этот день в воздушном бою погиб ст. лейтенант Крутских Василий Романович.

## Самолёты на вооружении
| Период      | Самолёты       |
| ----------- | -------------- |
| 1938 — 1941 | И-16           |
| 1939 — 1941 | И-15БИС        |
| 1941 — 1942 | МиГ-3          |
| 1941 — 1943 | Як-1           |
| 1943 — 1945 | P-39 Airacobra |
| 1945 — 1951 | P-63 Kingcobra |
| 1951 — 1953 | МиГ-15         |
| 1953 — 1960 | МиГ-17         |

| МиГ-17 | МиГ-15 | МиГ-17 |

## Базирование
| Период                  | Аэродромы                    |
| ----------------------- | ---------------------------- |
| 09.08.1945 — 16.08.1945 | Чойбалсан, Монголия          |
| 16.08.1945 — 15.09.1945 | Ванемяо, Китай               |
| 16.09.1945 — 02.1952    | Хороль, Приморский край      |
| 02.1952 — 08.1952       | Мяогоу (Андунь), Китай       |
| 08.1952 — 12.1952       | Хороль, Приморский край      |
| 12.1952 — 09.1960       | Барановский, Приморский край |